# Аптон, Кейт
Кэтрин Элизабет Аптон (англ. Katherine Elizabeth Upton; род. 10 июня 1992, Сент-Джозеф, Мичиган, США) — американская модель и актриса.

## Ранние годы
Родилась 10 июня 1992 года в городе Сент-Джозеф, штат Мичиган. Выросла в городе Мелборн, штат Флорида.
Дядя Кейт — Фред Аптон является представителем одного из округов в конгрессе штата Мичиган. У неё трое родных братьев.
Аптон с детства занималась конным спортом, трижды побеждала на «APHA Reserve World Championship» среди юных наездников 13-14 лет. Первую лошадь Кейт звали Roanie Pony, а вместе со второй, по кличке Zipped, она продолжала участвовать в чемпионатах вплоть до 2009 года.

## Карьера
В 2008 году Аптон успешно приняла участие в кастинге и подписала контракт с модельным агентством «Elite Model Management». Позднее она переехала в Нью-Йорк, где подписала контракт с другим модельным агентством — «IMG Models».
В 2011 году Аптон стала рекламным лицом компании «Beach Bunny Swimwear», производящей купальники.
В 2011 году журнал «Esquire» присвоил Аптон звание девушки лета 2011 года — «The Woman of the Summer». В том же году она впервые появилась в журнале «Sports Illustrated Swimsuit Issue» в рубрике «Новичок года», а в 2012 году было объявлено, что её фотография украсит обложку одного из выпусков этого журнала.
В 2014 году вместе с Тони Хейлом (англ. Tony Hale) снялась в видеоклипе группы Lady Antebellum «Bartender». В том же году журнал «FHM» поместил Аптон на 18 место в списке самых сексуальных женщин мира, а американский журнал «People» в декабре того же года назвал её «Самой сексуальной женщиной года».
В 2014 году Аптон снялась в роли Афины в рекламе игры Game of War, разработанной калифорнийской компанией Machine Zone.
В конце августа 2014 года фотографии обнажённой Аптон и нескольких других знаменитостей попали в Интернет.
В 2018 году Кейт Аптон была признана самой сексуальной женщиной планеты по версии журнала «Maxim».

## Личная жизнь
4 ноября 2017 года Аптон вышла замуж за игрока MLB Джастина Верландера (Детройт Тайгерс #35), с которым встречалась 3 года. 7 ноября 2018 года она родила дочь Дженевьев Аптон Верландер. 19 июня 2025 года у пары родился второй ребёнок, сын Беллами Брукс Верландер.

## Фильмография
| Год  |    | Русское название      | Оригинальное название | Роль                                  |
| ---- | -- | --------------------- | --------------------- | ------------------------------------- |
| 2011 | ф  | Как украсть небоскрёб | Tower Heist           | любовница мистера Хайтауэра           |
| 2012 | ф  | Три балбеса           | The Three Stooges     | сестра Бернис                         |
| 2014 | ф  | Другая женщина        | The Other Woman       | Эмбер                                 |
| 2017 | ф  | Распутник             | Wild Man              | Талия                                 |
| 2017 | ф  | Стоянка               | The Layover           | Мег                                   |
| 2018 | мс | Робоцып               | Robot Chicken         | непотопляемая Молли Браун / блондинка |